# Jaswant II Rao Holkar
Maharajadhiraj Raj Rajeshwar Sawai Shri Jaswant Rao II Holkar XIV Bahadur (Indore 6 de setembre de 1908-Bombai 5 de desembre de 1961) fou maharaja d'Indore. Va succeir al seu pare Tukoji III Rao Holkar que va abdicar al seu favor el 26 de febrer de 1926 sent instal·lat al tron el [11 de març] de 1926 sota un consell de regència, fins a arribar als 21 anys, sent llavors investit de plens poder el 9 de maig de 1930. L'1 de gener de 1935 fou nomenat cavaller de l'orde de l'estrella de l'Índia. Va establir un consell legislatiu pel seu estat i va crear un gabinet amb un primer ministre i tres ministres.
L'11 d'agost de 1947 va signar el document d'accessió a l'Índia i va incloure l'estat a la Unió de Madhya Bharat el 28 de maig de 1948 sent segon Rajpramukh fins al 31 d'octubre de 1956. Després va treballar per l'ONU.
Es va casar a Indore el 1924 amb Maharani Shrimant Akhand Soubhagyavati Sanyogita Bai Sahib Holkar (+ 1937); el 1938 es va casar amb Margarita Lawler, una americana de la que es va divorciar el 1943.
Va morir a l'hospital a Bombai el 5 de desembre de 1961 deixant un fill (Maharajkumar Shrimant Richard Shivaji Rao Holkar Bahadur) nascut el 1944 (exclòs de la successió per la natura irregular del matrimoni del seu pare i mare) i una filla, Maharanidhiraja Rani Rajeshwar Sawai Shrimant Akhand Soubhagyavati Usha Devi Maharaj Sahiba Holkar que va heretar els títols i drets.